# Pfälzer Leberwurst

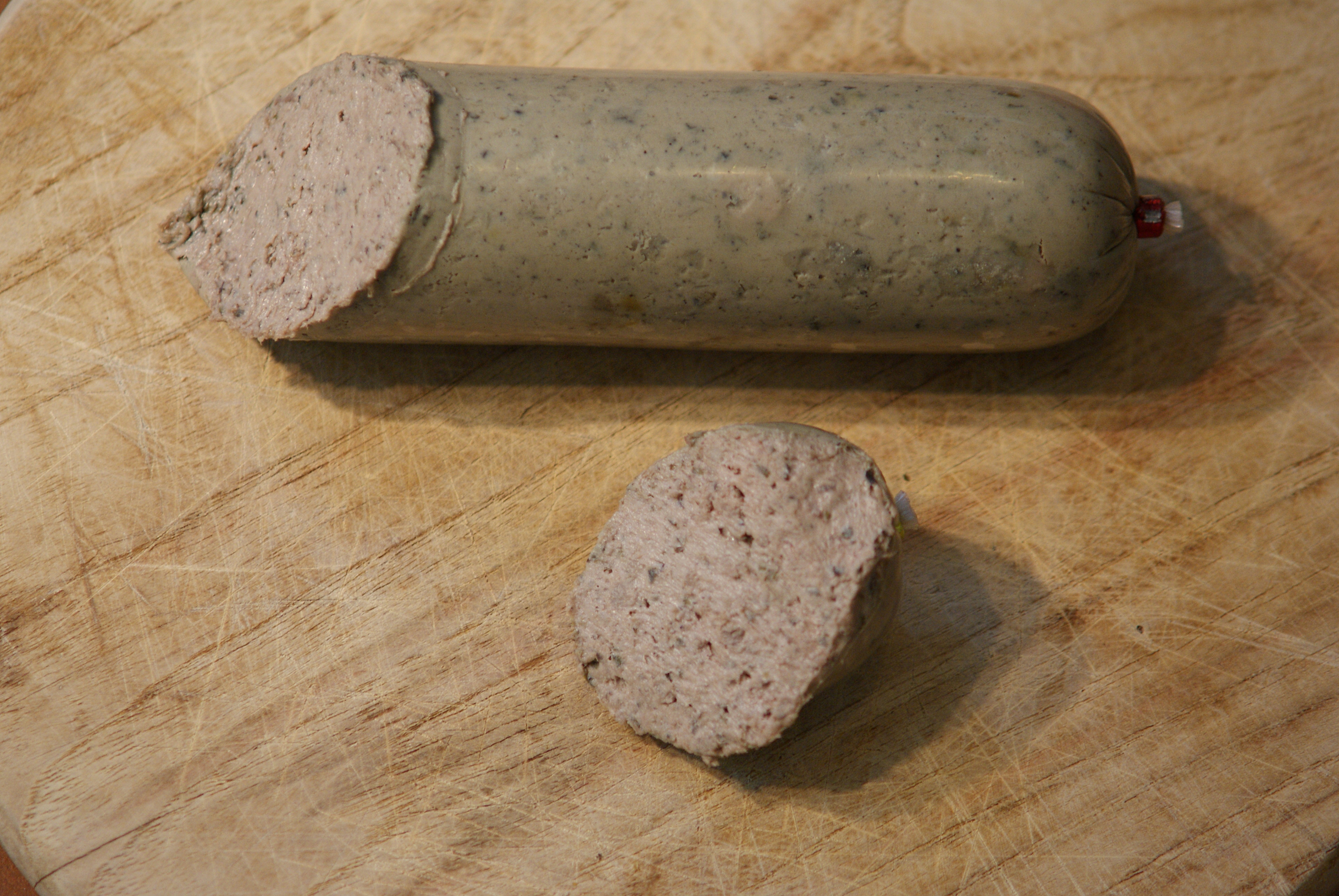
Pfälzer Leberwurst, aufgeschnitten, im Kunstdarm

Die Pfälzer Leberwurst ist eine traditionell in der Pfalz und Kurpfalz hergestellte Kochwurst.

## Zutaten
Nach den Leitsätzen des Deutschen Lebensmittelbuchs wird die Pfälzer Leberwurst hergestellt aus fettgewebereichem Schweinefleisch, Bindegewebe, Schweinemasken, Leber, jedoch keinen anderen Innereien. Sie ist grob gekörnt und wird nicht umgerötet bzw. ohne Nitritpökelsalz hergestellt, was die typische gräuliche Färbung bewirkt.
Ihren typischen Geschmack erhält die Pfälzer Leberwurst durch die Würzung unter anderem mit Pfeffer, Majoran und Muskat.

### Varianten
Viele Wurstsorten haben standardisierte Rezepte, die sich im Fleischerhandwerk herausgebildet haben. Beispiele für die Pfälzer Leberwurst sind:
- Zubereitung aus 30 Prozent roher Schweineleber und 70 Prozent nicht gepökelten sowie vorgegarten Schweineköpfen ohne Stirnblatt. Die Schweineköpfe werden zur Vorbereitung auf 10 mm gewolft und mit fein gekutterter Leber und Zwiebeln vermengt. Sie wird in Fettenden oder Mitteldärmen abgefüllt. Wird die Masse feiner gekuttert und in Fettenden abgefüllt, nennt man die Sorte auch Wormser Leberwurst.
- Statt Schweineköpfen wird auch eine Mischung aus Schweinebauch und Fettwamme verwendet.

## Verwendung
Die Pfälzer Leberwurst ist Teil der Pfälzer Variante der Schlachtplatte, wird aber vor allem als Streichwurst verzehrt. Zudem wird sie auch in angebratener Form, z. B. zusammen mit Bratkartoffeln, serviert. Entsprechende Rezepte finden sich schon im 1858 veröffentlichten Kochbuch Pfälzer Kochbuch. Eine Sammlung von 1002 praktisch bewährten Kochrezepten aller Art.